# وو مان
وو مان (بالصينية: 吴蛮) هي ملحنة صينية، ولدت في 1963 في هانغتشو في الصين.

## وصلات خارجية
- الموقع الرسمي
- وو مان على موقع ميوزك برينز (الإنجليزية)
- وو مان على موقع أول ميوزيك (الإنجليزية)
- وو مان على موقع ديسكوغز (الإنجليزية)